# Sassenfjorden
Le Sassenfjorden est l'une des deux fjords formés par la division de l'Isfjorden à l'intérieur des terres du Spitzberg, au Svalbard, l'autre étant le Nordfjorden.

## Géographie
Le Sassenfjorden s'ouvre directement sur les fjords les plus avancés à l'intérieur des terres du Spitzberg, le Tempelfjorden, et le Billefjorden, ainsi que sur la baie Gypsvika, alimentée par les eaux de la Gypsdalen.
Le Sassenfjorden est souvent le lieu d'excursion ou de croisières en raison de son haut intérêt géologique et de la présence d'une quantité d'oiseaux sans pareille au Spitzberg